# Margit Pörtner
Margit Elisabeth Pörtner (født 16. februar 1972 i Hørsholm, død 26. april 2017) var en dansk curlingspiller som deltog i de Olympiske lege 1998 i Nagano.
Margit Pörtner vandt en olympisk sølvmedalje under vinter-OL 1998 i Nagano. Hun var med på det danske hold, der sluttede på andenpladsen i curlingturneringen for damer efter Canada. De vandt semifinalen over Sverige med 7-5, men tabte finalen mod Canada med 5-7. De andre på holdet var Helena Blach Lavrsen, Dorthe Holm og Trine Qvist, samt reserven Jane Bidstrup.
Margit Pörtner døde efter tre et halvt års kamp mod kræft.

## OL-medaljer
- 1998  Nagano -  Sølv i curling, damer  Danmark